# 李旻宇
李旻宇（英語：Min Woo Lee，1998年7月27日—），珀斯出生，澳大利亞籍韓裔男子職業高爾夫球手。他的胞姊李旻智也是一名職業高爾夫球手。姊弟二人一同代表澳大利亞參賽2024年夏季奧林匹克運動會。

## 外部連結
- 李旻宇在歐洲巡迴賽官方網站
- 李旻宇在PGA巡迴賽的官方網站
- 李旻宇在男子高爾夫世界排名的官方網站
- Official Instagram
- Official TikTok （页面存档备份，存于）